# Казарян, Сурен Мовсесович
Сурен Мовсесович Казарян (род. 1951, Ереван) — советский боксёр, чемпион и призёр чемпионатов СССР, чемпион летней Спартакиады народов СССР 1971 года, Участник чемпионата Европы 1971 года, мастер спорта СССР международного класса. Судья международной категории. В 1994—2014 годах директор школы бокса имени Владимира Енгибаряна в Ереване. Член Исполкома Федерации бокса Армении. Заслуженный деятель физической культуры и спорта.

## Спортивные результаты
- Чемпионат СССР по боксу 1970 года — ;
- Чемпионат СССР по боксу 1971 года — ;
- Бокс на летней Спартакиаде народов СССР 1971 года — ;
- Чемпионат СССР по боксу 1972 года — ;
- Бокс на летней Спартакиаде народов СССР 1975 года — ;